# Península de Kanin

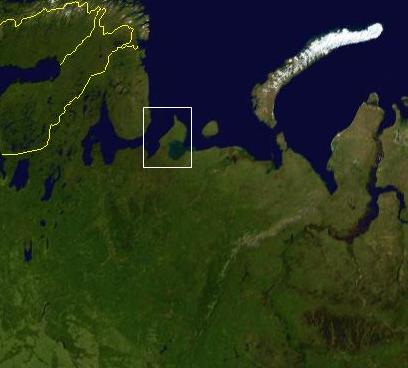
Localização da península de Kanin.

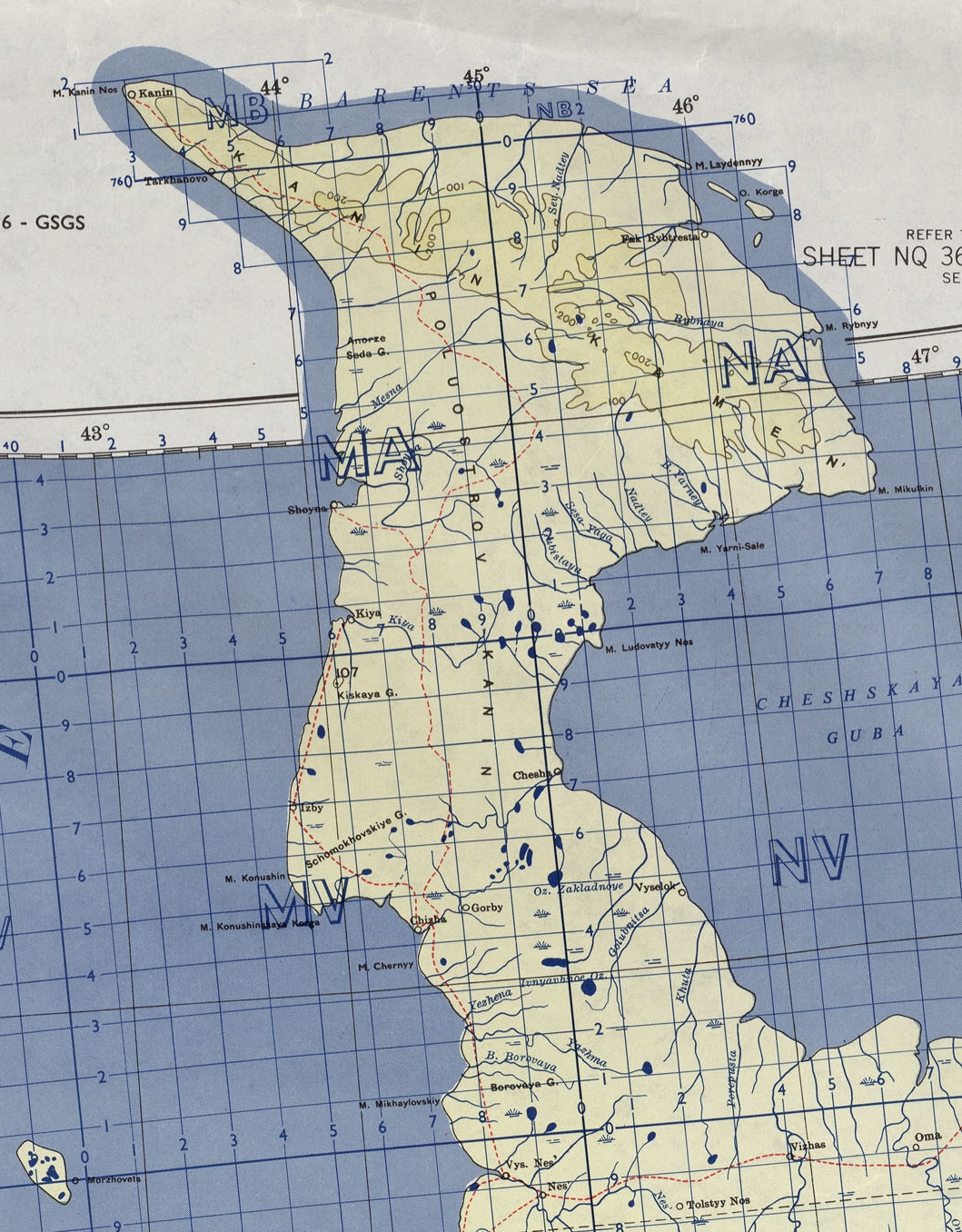
A península de Kanin num mapa militar de 1956.

A península de Kanin (em russo:  Канин полуостров) é uma grande península do Okrug Autónomo da Nenétsia (okrug pertencente ao oblast de Arkhangelsk, no norte da Rússia). Está situada na zona nordeste da Rússia Europeia, aproximadamente entre os paralelos 67-69°N e os meridianos 43-47°E. Está rodeada a sul pela baía de Menzen, a oeste pelo mar Branco, a leste pela baía de Chesha e a norte estende-se pelo mar de Barents. A sua extensão é de cerca de 10 500 km² e o comprimento de norte a sul de cerca de 300 km. Shoyna é uma das poucas localidades na península.
A vegetação consiste basicamente em musgos e líquenes típicos da tundra ártica.

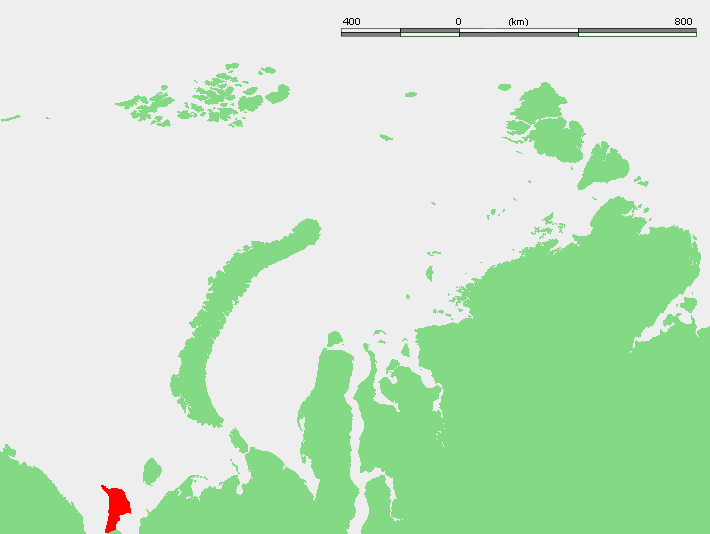
Localização da península de Kanin

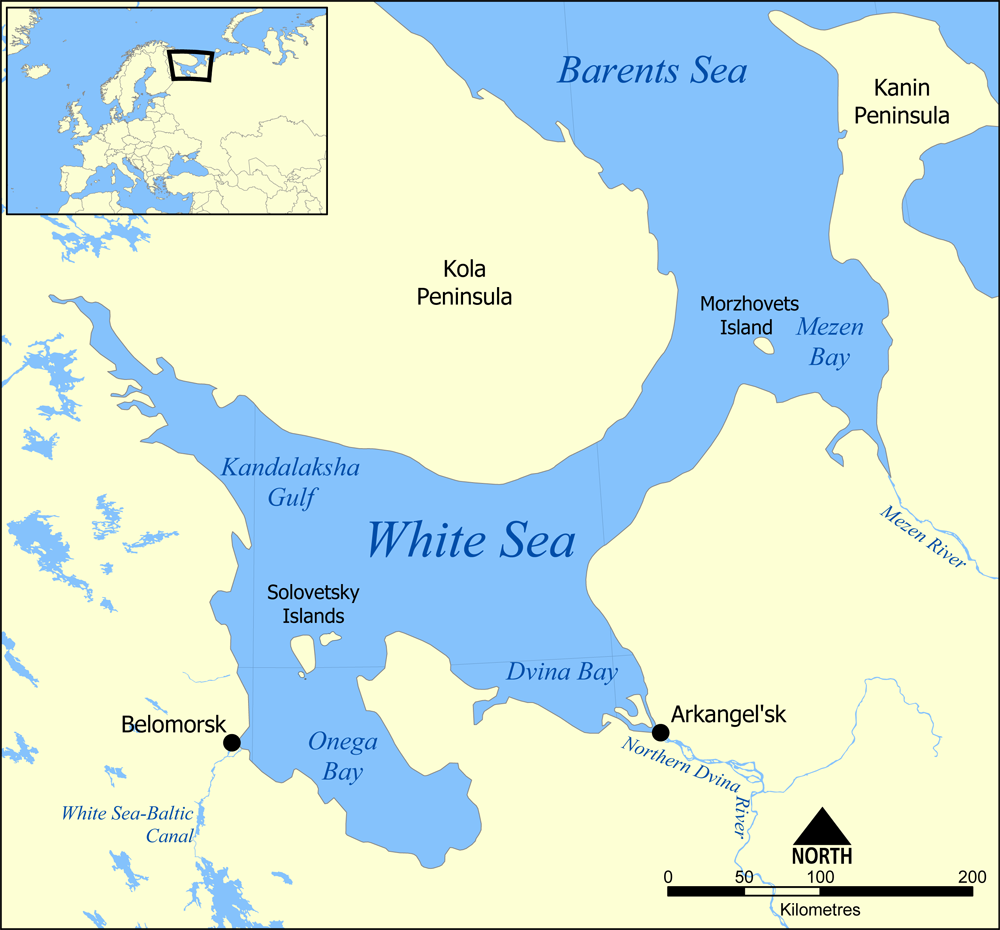
Mapa do Mar Branco, com a península de Kanin a leste